# 有吉喜文
有吉 喜文（ありよし よしふみ、1948年1月23日 - 2018年12月30日）は、日本の実業家。株式会社魚喜創業者で、同社代表取締役社長や、代表取締役会長を務めた。

## 人物・来歴
神奈川県出身。1966年横浜市立横浜商業高等学校卒業。1990年魚喜水産（現魚喜）設立、同社代表取締役就任。2006年魚喜名誉会長。2009年魚喜取締役会長。同年魚喜代表取締役社長に復帰。2015年には全国農業協同組合連合会と業務提携し、エーコープ強化などにあたった。2018年魚喜代表権会長。同年病気療養中死去した。